# Памятник Мичурину (Москва)
Па́мятник Ива́ну Мичу́рину — памятник русскому биологу и селекционеру Ивану Мичурину. Установлен в 1954 году в Мичуринском саду на ВДНХ. Авторами проекта являются скульптор Дмитрий Степанович Жилов и архитектор Виктор Александрович Артамонов.
Бронзовая скульптура помещена на гранитный постамент и изображает учёного в полный рост. Он одет в старинное пальто и шляпу. В одной руке — трость, в другой — записная книжка.

## История
В 1939 году на месте современного памятника был установлен бетонный монумент учёному. Памятник изображал селекционера в полный рост в плаще и шляпе. В правой руке — трость, в левой — яблоко, на которое устремлён его взгляд. Автором являлся Борис Валентинович Валентинов.
Этот мемориал был уничтожен во время Великой Отечественной войны. После её завершения состоялся конкурс на новую статую. Победил проект Дмитрия Жилова. Торжественное открытие состоялось в 1954 году.
Появился анекдот, посвящённый скульптуре: «Для чего на ВДНХ Мичурин? Для того, чтобы отгонять птиц-вредителей от Мичуринского сада».
В 2018 году во время проведения ремонтных работ на ВДНХ рабочие повредили постамент памятника: он потрескался и от него отвалился кусок.

## Другие памятники Мичурину в Москве

Памятник на Аллее учёных, 2007 год

### Аллея учёных
Один из памятников-бюстов мемориально-паркового ансамбля, расположенного напротив входа в главное здание Московского государственного университета со стороны Воробьёвых гор. Установлен в 1953 году. Автором проекта является Матвей Манизер.

### Здание МГУ
Внутри главного здания университета в фойе актового зала находится бронзовый памятник Ивану Мичурину. Учёный изображён сидящим на стуле в расслабленной позе. Его взгляд устремлён вдаль. В левой руке ветка с яблоками.
На двадцать пятом этаже в Музее землеведения установлен бронзовый бюст известного селекционера. Его автором является скульптор Сарра Лебедева.

### Вспольный переулок
На территории школы № 1239 во Вспольном переулке установлен памятник-бюст учёному.